# Gilbert Dresch
Gilbert Dresch (ur. 14 września 1954) – piłkarz luksemburski grający na pozycji obrońcy. W swojej karierze rozegrał 64 mecze w reprezentacji Luksemburga i strzelił w nich 1 gola.

## Kariera klubowa
Całą swoją karierę piłkarską Dresch spędził w klubie Avenir Beggen. W sezonie 1974/1975 zadebiutował w nim w pierwszej lidze luksemburskiej. Wraz z Avenirem trzykrotnie wywalczył tytuł mistrza Luksemburga w sezonach 1981/1982, 1983/1984 i 1985/1986. Trzykrotnie został też wicemistrzem kraju w sezonach 1974/1975, 1982/1983 i 1986/1987 i trzykrotnie zdobył Puchar Luksemburga w latach 1983, 1984 i 1987. Swoją karierę zakończył po sezonie 1988/1989.

## Kariera reprezentacyjna
W reprezentacji Luksemburga Dresch zadebiutował 8 kwietnia 1976 w przegranym 0:1 meczu eliminacji do Igrzysk Olimpijskich w Montrealu z Holandią, rozegranym w Luksemburgu. W swojej karierze grał też w: eliminacjach do MŚ 1978, Euro 80, MŚ 1982, Euro 84, MŚ 1986 i Euro 88. Od 1975 do 1987 roku rozegrał w kadrze narodowej 64 mecze i strzelił 1 gola.